# Proscelotes arnoldi
Proscelotes arnoldi är en ödleart som beskrevs av  Hewitt 1932. Proscelotes arnoldi ingår i släktet Proscelotes och familjen skinkar. Inga underarter finns listade i Catalogue of Life.